# Marco Mularoni
Marco Mularoni (Roma, 23 ottobre 1964) è un ex calciatore sammarinese, di ruolo attaccante.